# Westernieland
Westernieland (Gronings: Westernijland of  't Nijland) is een dorp in de gemeente Het Hogeland in de Nederlandse provincie Groningen. Het dorp telde in 2023 volgens het CBS 215 inwoners.

## Geografie
Westernieland ligt tussen de dorpen Pieterburen en Den Andel, aan het einde van het Westernielandstermaar, die hier tot 1520 via de Hiddingezijl en de Oude Riet uitmondde in de zee. Westernieland ontstond op een kwelderwal, die rond 1350 werd bedijkt. Na de Kerstvloed werd op anderhalve kilometer ten noorden van Westernieland een nieuwe zeedijk aangelegd. In 1811 werd ten noorden daarvan de Noordpolder aangelegd en in de jaren 1940 ontstond ten westen daarvan de Linthorst Homanpolder. Het noordelijk deel van Westernieland wordt Kaakhorn genoemd.

## Geschiedenis

### Vroege geschiedenis
De oude naam voor Westernieland is Mariaburen. Deze naam komt reeds voor in geschriften rond 1000 na Chr., maar of het hier om dezelfde plaats gaat is niet bekend. In de periode tot ongeveer 1200 na Chr. ontstond een kwelderwal die liep vanaf Wierhuizen via Pieterburen en Westernieland tot aan een kwelderwal bij Den Andel. Mogelijk werd de kwelderwal toen al bewoond. Aan zuidzijde van het dorp staat de boerderij Rixtumaheerd op een oude huiswierde. In de jaren 1960 werden hier onder een laag schelpen resten van menselijke bewoning aangetroffen, die mogelijk uit deze periode of eerder kunnen dateren. Rond 1200 na Chr. ontstond een periode van transgressie. In 1300 werd op de kwelderwal een dijk gelegd tussen Wierhuizen en Pieterburen (langs Oudedijk). Deze dijk (de Zeeborg) werd rond 1350 doorgetrokken langs de plek van het latere Westernieland en verder langs Den Andel naar Warffum. In de dijk werd de Hiddingezijl gelegd, waarmee de noordelijke arm van de Hunze werd bedijkt. Deze streek werd bekend als 'Nova Terra Sancti Petri'; het 'nieuwe land van Pieterburen', al snel afgekort tot 'in den Nijenlande' of kortweg Nijlandt. Ter onderscheiding van het dorp Nijlandt nabij Roodeschool (het huidige Oosternieland) werd al snel gesproken van Westernieland. De eerste vermelding van Westernieland dateert van 1447. Tijdens verschillende perioden werd het dorp gespeld als Westernylandt (1687), Wester Nijelande (1697) en Westernielandt (1786). Tot de overstroming van 1717 bleef echter ook de naam Mariaburen in gebruik.

### Dijkdoorbraken
In de eerste eeuwen had het dorp veel te stellen met de zee. Regelmatig braken de dijken door, zoals bij de Allerheiligenvloed in 1570 en bij de Sint-Maartensvloed van 1686, toen in het dorp 60 mensen, 221 koeien en 29 paarden verdronken en 38 huizen werden vernietigd. De ergste overstroming was echter de Kerstvloed van 1717 toen 78 mensen, 66 paarden, 219 koeien, 21 varkens en 747 schapen verdronken en van de 50 huizen er 35 werden verwoest en 11 onbewoonbaar werden, zodat het dorp nog maar vier huizen telde. Bij deze overstromingen ontstonden ook een viertal kolken langs de huidige Kaakhornsterweg en het Kaakhornsterpad. De dijk werd vervolgens in 1718 1,5 kilometer naar het noorden verschoven en het dorp werd vervolgens herbouwd aan oostzijde van de kerk, die sindsdien aan de rand van het dorp staat. Door de nieuwe dijk bleef het dorp gespaard voor nieuwe overstromingen. Van de oude dijk resteert alleen een klein stukje ten oosten van Hiddingezijl, dat in eigendom is van het Groninger Landschap als het 'kleinste natuurgebied van Groningen'.

### Bedrijvigheid en ontwikkeling van het dorp
De bevolking van het dorp was eeuwenlang voornamelijk gericht op de landbouw. Verder was er enige kleine nijverheid zoals bakkers, kappers, een kruidenier, smid, schoenmaker en café. Het dorp had ook een haventje waar beurtschippers hun goederen oversloegen. Bekend was ook de villerij van de familie Visser, die zich toelegde op de robbenjacht. Het bekendste lid van de familie Visser was Tjark Derks Visser (1779-1871) wiens huis bekendstond als de 'tjaarkerij'. Hij legde zich ook toe op jutten en het redden van mensen uit zee. Het verhaal gaat dat hij een ladder tegen zijn schoorsteen had staan, en een stoel erbovenop. Bij slecht weer klom hij naar boven en speurde met zijn kijker over het Wad. Op zijn grafsteen op het kerkhof staat het volgende gedicht: 
Tot aan zijn vijf en vijftig jaren / Heeft hij de Wadden steeds bevaren / Zeehonden vangen was zijn werk / Bij vlijt en zuinigheid zoo sterk / Om zes en dertig jaar alhier / Te leven als oud rentenier.
 De laatste Groninger robbenjager was Ko Teerling, die vanuit Noordpolderzijl doorging met de robbenjacht tot het landelijk verbod daarop in 1957.
In 1939 begonnen de werkzaamheden voor de inpoldering van de Linthorst Homanpolder, waarvoor achter Kaakhorn twee barakken werden gebouwd om de mensen die in het kader van de werkverschaffing hiermee bezig waren te kunnen huisvesten. Al snel bleek het complex te klein en werd een kilometer noordelijker aan de dijk van 1718 het kamp 'De Slikken' gebouwd om de duizenden arbeiders te kunnen huisvesten. De polder werd in 1947 voltooid. Tussen 1946 en 1951 werden in het kamp 500 tot 800 NSB'ers gehuisvest, die in 1948 ook een aantal huizen in Kaakhorn bouwden voor de kampopzichters. Later werden de meeste barakken gesloopt, maar een drietal is nog in gebruik als groepsaccommodatie.
Met de intrede van de landbouwmechanisatie verdween de werkgelegenheid en trokken veel jongeren naar elders om een nieuw bestaan op te bouwen. Rond 1950 werd het dorp in het kader van het 1000 Woningen Plan uitgebreid met twee straten met Wederopbouwarchitectuur; rijtjeswoningen en vrijstaande woningen aan de Addingalaan en de Jan Heidemastraat. Het dorp kreeg in 1957 aansluiting op het waterleidingnetwerk.
De bedrijvigheid nam af en halverwege de jaren 1980 verdween de laatste middenstander. Het dorp trok net als de aangrenzende dorpen Pieterburen en Den Andel in de jaren 1970 en 1980 veel mensen die er kwamen voor de rust en de rustieke uitstraling. In de jaren 1980 kreeg het dorp een diepriool en werden trottoirs aangelegd. Er ontstonden nieuwe activiteiten zoals een hotel-restaurant in de oude smederij en een SVR-camping. De bevolking van het dorp neemt echter nog steeds af. In 2009 werden 18 woningen gesloopt om er 6 twee-onder-een-kap-woningen voor terug te bouwen.

## Bevolkingsontwikkeling
| Demografische ontwikkeling tussen 1859 en 2018                      |
| ------------------------------------------------------------------- |
|                                                                     |
| ■ Data afkomstig van volkstellingen.nl ■ Data afkomstig van het CBS |

## Gebouwen

### Kerk en pastorie
De kerk van Westernieland dateert waarschijnlijk uit het midden van de 13e eeuw (volgens sommige bronnen uit de 14e eeuw; na de bedijking) en heeft mogelijk een houten voorganger gehad. De kerk is waarschijnlijk gesticht vanuit Pieterburen, gezien het feit dat in een oorkonde uit 1371 de zinsnede 'parochiani Sancte Petri in Nova Terra' wordt gebruikt. De kerktoren dateert uit de 14e eeuw. In 1831 werd de kerk ingrijpend verbouwd en in 1877 van binnen en buiten gepleisterd. Deze pleister zorgde ervoor dat de kerk van binnen vochtiger werd en rot begon op te treden. In 1958 was dit zover voortgeschreden dat de kerk moest worden gerestaureerd.
De toren is aan westzijde aan de kerk vastgebouwd en is vrij laag. De galmgaten bevinden zich daardoor niet aan oostzijde. Als de klok luidt wordt dit doorgaans beter gehoord in Pieterburen en Kaakhorn dan in Westernieland zelf. De toren werd in 1926 gerestaureerd met een andere steensoort nadat de voorgevel naar beneden was gestort. De toren staat scheef (het best te zien is dit aan de ingang), maar is door allerlei aanpassingen zo hersteld dat het lijkt alsof deze recht staat.
De kerk kreeg in de jaren 1980 de gele bepleistering en is tussen 2001 en 2003 voor het laatst gerestaureerd. De torenklok uit 1753 van de hand van Johannes Borchhardt werd in 1943 gevorderd door de Duitsers en is nooit teruggevonden. De huidige klok werd in 1964 gegoten bij Van Bergen te Heiligerlee. In de kerk bevinden zich onder andere een preekstoel uit 1660, een avondmaalsbeker uit 1706, een 18e-eeuwse doopvont en een Van Oeckelenorgel uit 1893.
De huidige pastorie naast de kerk dateert van 1882 en is opgetrokken in eclectische stijl. In tegenstelling tot de aanduiding 'weem' op de voorgevel is deze naam historisch nooit voor deze pastorie gebruikt (in 1850 waren de meeste pastorieboerderijen al verdwenen). De huidige pastorie staat op de plek van de boerenschuur van de vroegere pastorieboerderij, waarvan het voorhuis vroeger op de kerk was gericht. In 1882 werd de oude boerenschuur dus afgebroken en vervangen door een nieuw voorhuis, zodat er twee voorhuizen tegen elkaar aan stonden. In 1930 is het oude voorhuis gesloopt. In 1944 werd in de huidige pastorie cabaretier Freek de Jonge geboren als zoon van dominee De Jonge, die echter al twee jaar later alweer uit Westernieland vertrok. Zijn opvolger als dominee was Alje Klamer, die bekend werd bij de IKON en in de jaren 1950 de laatste dominee was die in de pastorie woonde.

### Scholen
In Westernieland hebben twee scholen gestaan. De eerste openbare dorpsschool aan de Hoofdstraat (nu Dirk Wierengastraat) werd in 1872 gebouwd. In 1961 werd dit verouderde gebouw vervangen door een nieuw gebouw aan de Jan Heidemastraat. In 1985 werd de kleuterschool erbij betrokken en kreeg de school de naam 'De Oelesprong'. In 2000 was het aantal leerlingen zover gedaald (met 6 leerlingen was het de kleinste school van Nederland) dat de school moest sluiten. Het oude gebouw van voor 1961 is na dat jaar nog een tijd in gebruik geweest als turnzaal en badhuis. In 1981 werd achter dit gebouw dorpshuis 'Diekstaal' geopend. Het nieuwere gebouw is na nog een tijd in gebruik te zijn geweest als schakelklas voor kinderen van asielzoekers in 2010 verbouwd tot bed and breakfast De Oelesprong. In de zijgevel van dit gebouw bevindt zich een mozaïek van kunstenaar Anno Smith.
Aan de Hoofdstraat werd in 1907 ook een gereformeerde school gesticht. In 1955 ging deze school over naar een vrijgemaakte signatuur. In 1957 werd het oude gebouw gesloopt en werd een nieuw schoolgebouw gebouwd. In 1983 sloot de school en verhuisde naar Winsum om daar voortgezet te worden als GBS De Wierde. Het schoolgebouw is nu eveneens een woonhuis.

### Molen
In 1854 werd nabij de kerk een koren- en pelmolen gebouwd in het dorp, die als een van de eersten van de provincie (later) werd uitgerust met zelfzwichting. In 1917 werd de molen afgebroken, waarbij een molenaarsknecht om het leven kwam. Het molenaarshuis met bakovenhuisje staat nog aan de Derk Wieringastraat 8 en werd in 1900 voorzien van een witte gevel in jugendstil.

## Foto’s

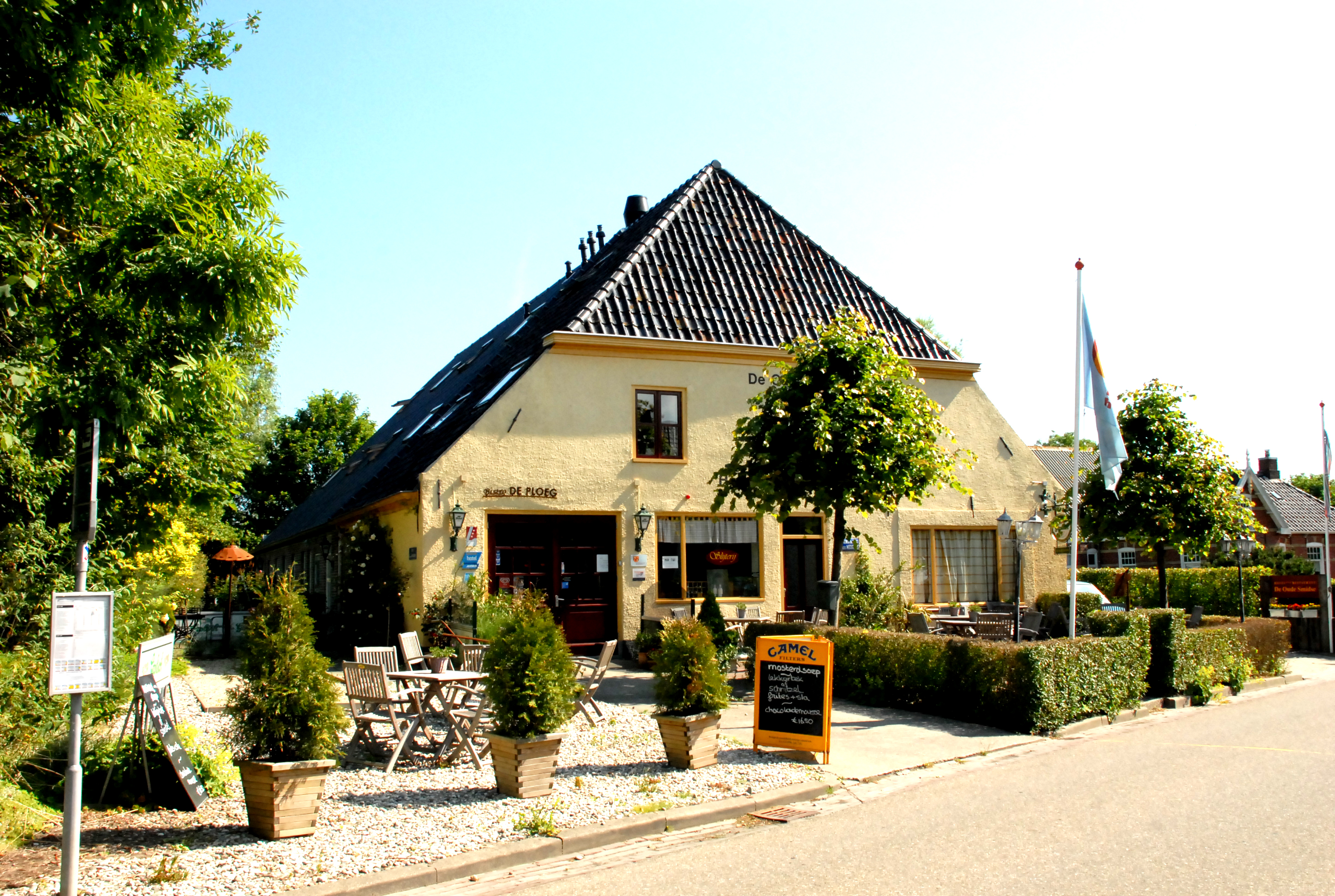
De Oude Smidse (vroeger smederij, tegenwoordig hotel/restaurant)
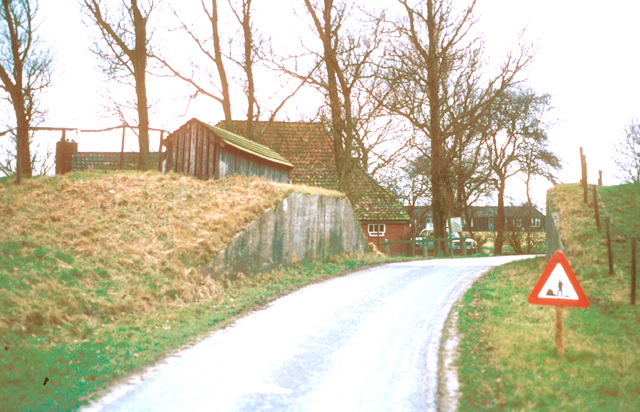
Coupure in de Noordpolderweg bij Westernieland (1978)
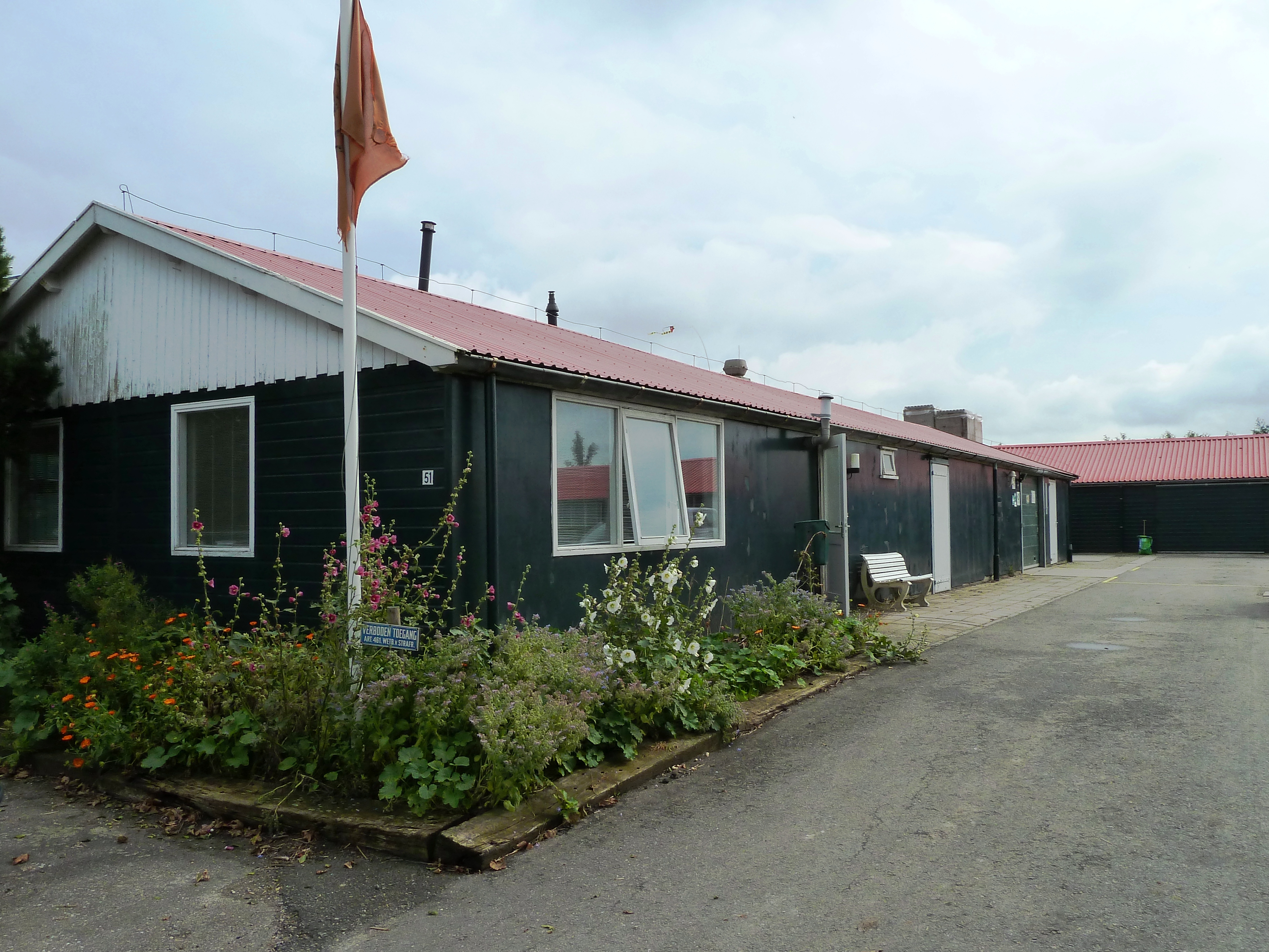
Kamp De Slikken bij Kaakhorn
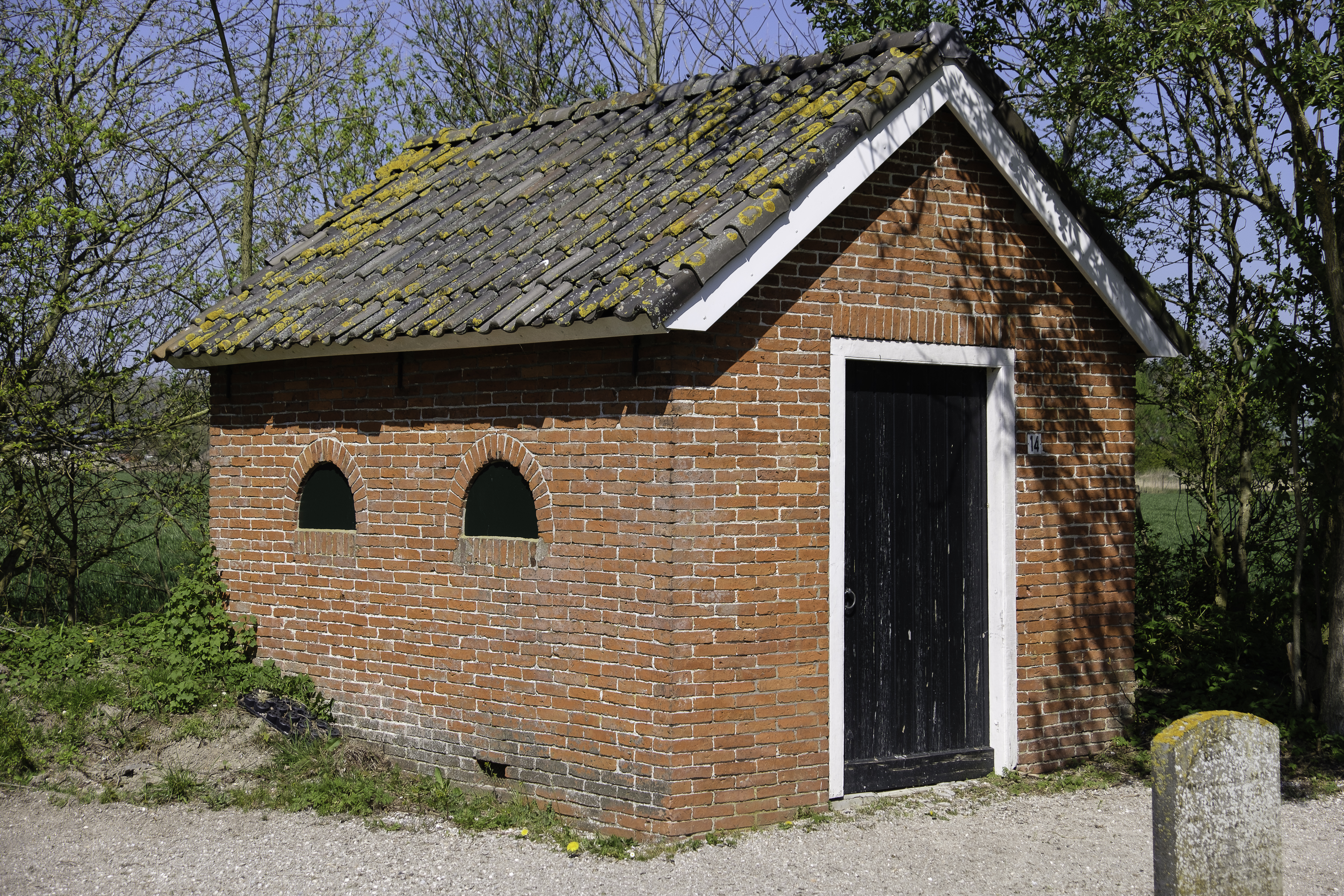
Baarhuisje op de begraafplaats van het dorp

## Straten
- De Hoofdstraat heet sinds 1945 Dirk Wierengastraat. Dirk Eliza Wierenga was een meesterszoon die in het verzet zat en op 20 mei 1944 werd gefusilleerd op de Waalsdorpervlakte begraven, in 1945 werd Dirk Eliza Wierenga herbegraven op de begraafplaats te Weslernieland.
- Een van de zijstraten van de Dirk Wierengastraat heet Jan Heidemastraat. Jan Heidema was een boerenzoon uit Westernieland die opklom tot directeur van de Groningse Rijks Landbouwschool en van de Middelbare Landbouwschool te Groningen.

## Geboren
- Evert van der Leij (1835-1916), burgemeester van Eenrum
- Jacob Frederik Steenhuis (1883-1958), geoloog
- Freek de Jonge (1944-), cabaretier